# Can Jordi (Òrrius)
Can Jordi és una obra gòtica d'Òrrius (Maresme) inclosa a l'Inventari del Patrimoni Arquitectònic de Catalunya.

## Descripció
Al límit del municipi amb Argentona, al veïnat de Clarà, hi ha la masia de Can Macià, també anomenada Can Jordi. Es tracta d'un edifici petit i humil, del tipus II -les vessants de la teulada dibuixen un frontó a la façana principal-. Del cos central de la masia, neixen d'altres de més petits, de construcció més recent; un garatge, un magatzem,...A la façana principal es conserva el portal rodó d'onze dovelles, i finestres amb carreus de llinda recta i ampit. Les parets, unes fetes de tàpia i altres de maó i ciment, estan arrebossades i emblanquinades. Els sostres, de bigues de fusta els antics i de ciment els nous, estan fets de teula. La casa avui està habitada per pagesos que viuen del conreu de les terres que als envolta. Sense haver-hi cap mur que la tanqui, la masia es troba al mig d'un camp de vinya.